# 徐永昌
徐 永昌（じょ えいしょう、1887年12月15日 - 1959年7月12日）は、中華民国の軍人。北京政府、国民軍、国民政府（国民革命軍）、山西派に属した。字は次宸。

## 事跡

### 国民軍から山西派へ
1900年（光緒26年）、武衛左軍に加入し、1908年（光緒34年）、武衛左軍随営学堂に入学した。1911年（宣統3年）に卒業し、1912年に北京政府陸軍部将校講習所で学ぶ。1913年（民国2年）冬に卒業し、南京予備軍官学校で連長に任命された。1914年（民国3年）、陸軍大学正則班第4期で学ぶ。1916年（民国5年）冬に卒業し、後に、孫岳率いる第15混成旅において昇進していく。
1924年（民国13年）の北京政変（首都革命）を経て、孫岳が国民軍第3軍軍長となると、徐永昌は、その第1混成旅旅長に任ぜられた。1925年（民国14年）、第3軍第1師長兼山西警備司令に任ぜられる。1926年（民国15年）春、病に倒れた孫岳の代理として第3軍軍長となる。
1927年（民国16年）春、客軍として山西省の閻錫山を頼り、その配下となった。まもなく閻錫山も国民革命軍に転じ、1928年（民国17年）に徐永昌は国民革命軍第3集団軍第12路軍総指揮兼第3軍軍長となっている。同年10月、綏遠省政府主席に任じられ、1929年（民国18年）8月には河北省政府主席に転じた。

### 閻錫山を支えて
1930年（民国19年）の中原大戦では、閻錫山配下として、第1路前敵副総司令兼隴海路司令となった。しかし、蔣介石軍に敗北する。閻錫山が日本へ亡命した際には、徐永昌と楊愛源に晋綏軍（山西軍）再編が委ねられた。それにともない、徐永昌は第5軍軍長兼晋綏警備総司令となっている。1931年（民国20年）6月、徐永昌の第5軍は第33軍に改組され、引き続き軍長をつとめた。
同年8月、代理山西省政府主席に任じられ、10月、正式にその地位に就いた。1932年（民国21年）1月、北平政務委員会常務委員、山西省清郷督弁に任じられている。しかし実態としては、この頃に復帰した閻錫山が依然として山西省の最高実力者であったことに変わりはない。
日中戦争（抗日戦争）勃発後の1937年（民国26年）、軍事委員会委員長保定行営主任に任ぜられ、第1戦区の軍事を担当した。1938年（民国27年）2月、国民政府軍令部部長に転じ、前線指揮からは退いた。1945年（民国34年）9月、徐永昌は中華民国を代表し日本に赴き、東京湾上のミズーリ号での降伏文書調印式で署名した。1946年（民国35年）6月、陸軍大学校長に任ぜられた。
1948年（民国37年）、行憲国民大会代表に当選し、同年末に国防部部長に任ぜられた。1949年（民国38年）3月、人民解放軍により閻錫山が籠る太原の陥落が目前となる。徐永昌・楊愛源は中華民国総統代理李宗仁に働きかけ、閻錫山を南京に召喚させた。これにより、閻錫山は太原脱出の口実を得ることとなり、専用飛行機により南京へ向かうことができた。4月、徐永昌は閻錫山に随従して台湾へ逃れている。台湾では、徐永昌は光復大陸設計研究委員会副主任委員に任ぜられた。1952年10月に退役する寸前に一級上将になった。
1959年7月12日、台北にて死去。享年73（満71歳）。